# Wear My Ring Around Your Neck
Singles de Elvis Presley
Don't
(janvier 1958) Hard Headed Woman
(juin 1958)
Wear My Ring Around Your Neck est une chanson de rock 'n' roll écrite par Bert Carroll et Russell Moody pour Elvis Presley. Elle est sortie en 45 tours sur le label RCA Victor en avril 1958. Ce single se classe no 2 des ventes aux États-Unis et no 3 du classement country, mais elle atteint la première position dans le classement R&B.
En 1992, cette chanson est reprise par le chanteur de country Ricky Van Nelson dans la bande originale du film Lune de miel à Las Vegas. Sa version se classe 26e du Hot Country Songs.